# Zappos
Zappos.com è un sito di vendita di scarpe e vestiti statunitense con sede a Las Vegas, nel Nevada. L'azienda venne fondata nel 1999 da Nick Swinmurn e venne lanciata con il nome di dominio "Shoesite.com". Nel luglio del 2009, Amazon.com acquistò la Zappos con un accordo su tutte le azioni dal valore di 1,2 miliardi di dollari. Amazon acquistò tutte le azioni e le garanzie per 10 milioni di azioni ordinarie e fornì 40 milioni di dollari in contanti e azioni limitate agli impiegati dell'azienda.

## Storia

### Fondazione

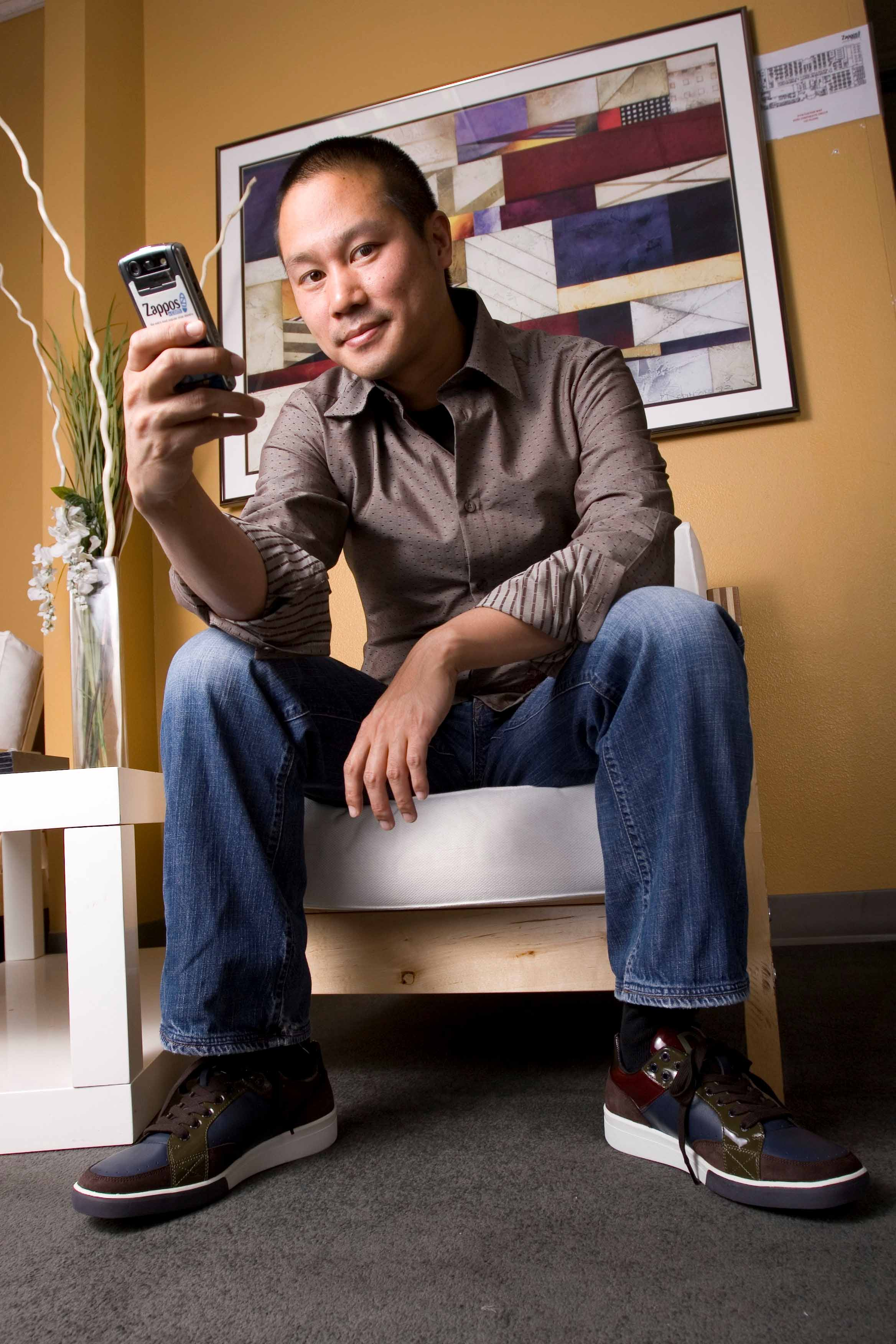
Tony Hsieh, ex-amministratore delegato di Zappos.

Zappos venne fondata nel 1999 da Nick Swirmurn, che lanciò l'azienda assieme a Tony Hsieh e Alfred Lin, i quali investirono 2 milioni di dollari attraverso la loro società di investimento Venture Frogs. Nel 1999, l'azienda venne lanciata ufficialmente in linea con il nome "ShoeSite.com" (dai termini inglesi shoe, "scarpa", e site, "sito").
Nel luglio del 1999, il nome della compagnia venne cambiato da ShoeSite a Zappos, che deriva dal termine spagnolo zapatos, che significa "scarpe". Nel 2000, Venture Frogs investì nell'attività e la Zappos si trasferì nel loro ufficio. Nel 2001, Hsieh divenne co-amministratore delegato assieme a Nick Swinmurn.

### Crescita

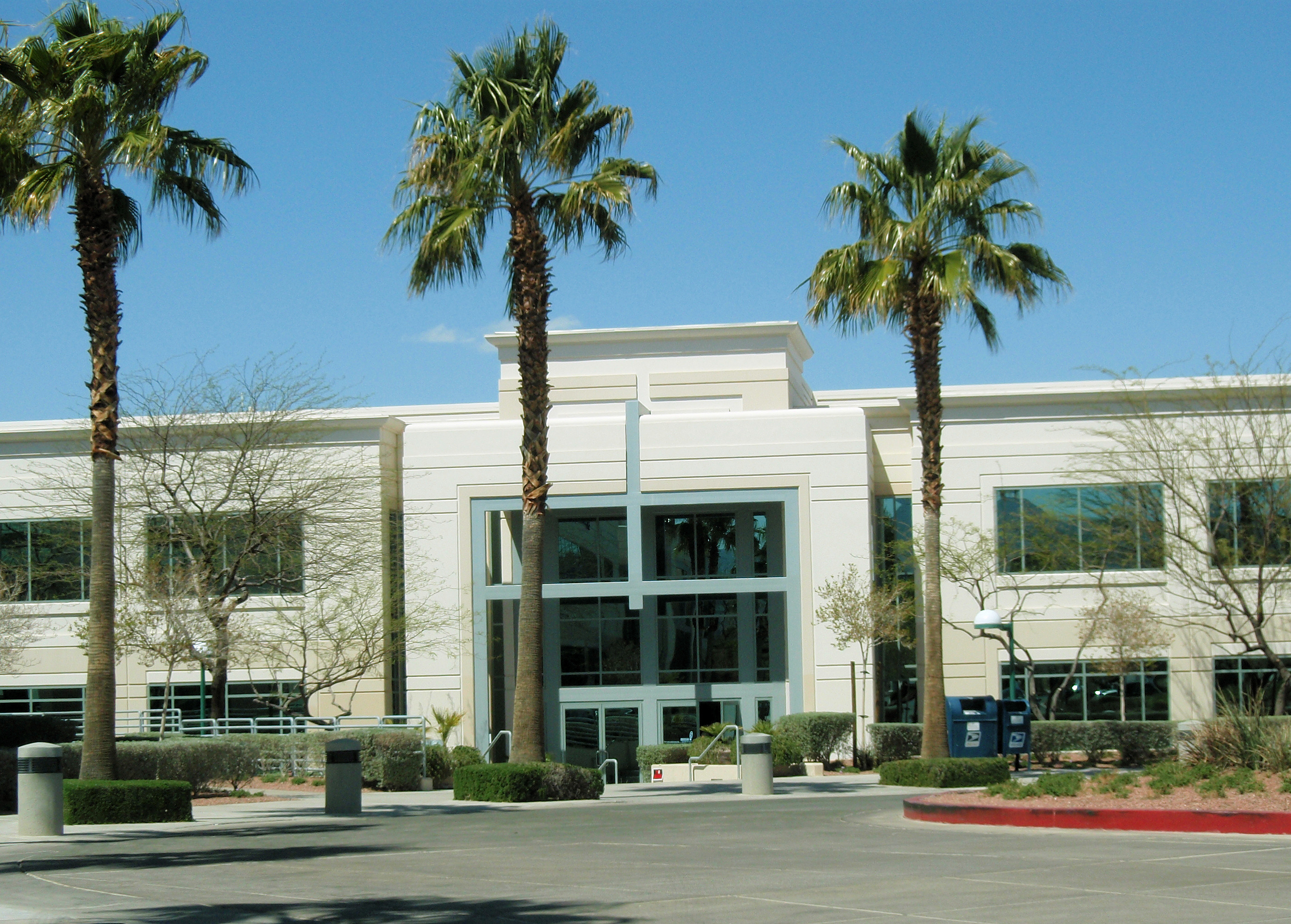
Il vecchio quartier generale di Zappos.com, a Henderson.

Dal 1999 al 2000, la Zappos guadagnò 1,6 milioni di dollari in vendite lorde. Nel 2001, la Zappos incassò 8,6 milioni di dollari, molti di più dell'anno precedente. Nel 2004, la società raggiunse gli 184 milioni di dollari in vendite lorde e ricevette un investimento di 35 milioni da Sequoia Capital. Lo stesso anno, il quartier generale venne trasferito da San Francisco a Henderson, nel Nevada. Nei tre anni successivi, la Zappos raddoppiò le sue vendite annuali, raggiungendo gli 840 milioni di dollari. Nel 2007, l'azienda si espanse per vendere borsette, occhiali, vestiti, orologi e mercanzia per bambini. Nel 2008, la Zappos raggiunse un miliardo di vendite annuali.

### Acquisizione da parte di Amazon
Nel 2009, la Zappos annunciò l'acquisizione da parte di Amazon. All'interno del consiglio di amministrazione dell'azienda, due membri su cinque (Hsieh e Alfred Lin) si preoccupavano di mantenere la cultura aziendale di Zappos, mentre gli altri tre volevano massimizzare i profitti in data la recente crisi economica del 2008. I dirigenti di Amazon si rivolsero a quelli di Zappos con la proposta di acquistare l'azienda a titolo definitivo. Dopo un incontro di un'ora con il direttore di Amazon, Jeff Bezos, Hsieh intuì che la loro società avrebbe potuto continuare a operare come un'entità autonoma, perciò iniziò con le trattative. Il 22 luglio 2009, Amazon annunciò che avrebbe comprato la Zappos per 940 milioni di dollari in azioni e contanti. L'accordo si concluse a novembre.

### Nuovo quartier generale
Il 9 settembre 2013, la Zappos trasferì nuovamente il proprio quartier generale da Henderson all'ex-municipio di Las Vegas, nel centro cittadino. Questa scelta venne lodata dal sindaco lasvegasiano Oscar Goodman, il quale affermò che ciò "avrebbe portato una massa considerevole di persone creative nel nucleo più interno di Las Vegas, oltre ad avere un ruolo importante per l'economia e per dei nuovi lavori".
Il 24 agosto 2020, Tony Hsieh si dimise dal suo ruolo di amministratore delegato della società dopo 21 anni di servizio, lasciando il posto a Kedar Deshpande.

## Prodotti

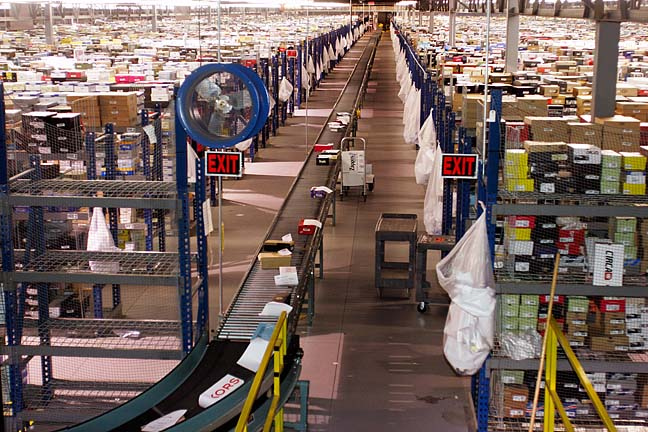
Un centro di produzione della Zappos, in Kentucky.

Nel 2010, la vendita di scarpe costituiva l'80% degli affari dell'azienda. Il 20% restante dei ricavi annuali deriva dagli altri capi d'abbigliamento introdotti a partire dal 2007. I dirigenti della società dichiararono che si aspettavano che i vestiti e gli accessori avrebbero portato a un ulteriore miliardo di dollari di entrate, dato che il mercato dell'abbigliamento è quattro volte più grande di quello delle calzature.

## Accoglienza
Nel 2009, Zappos si classificò al ventitreesimo posto nella lista delle "100 migliori società per le quali lavorare" redatta dalla rivista di economia Fortune. Nel 2010 si classificò al quindicesimo posto, nel 2011 al sesto e nel 2012 all'undicesimo.

## Controversie

### Campagna pubblicitaria del 2011
Nel 2011, fece scalpore una campagna pubblicitaria della Zappos intitolata More than Shoes ("Più che delle scarpe"), la quale era stata ideata per enfatizzare sul fatto che l’azienda vende altri indumenti oltre alle scarpe; pertanto, vennero realizzati degli scatti fotografici e dei video che mostravano dei personaggi che svolgevano delle attività urbane con indosso nient’altro che le loro scarpe (e quindi erano privi di qualunque vestito) e soltanto delle strisce di censura coprivano le loro parti intime. Secondo Aaron Magness, il direttore del dipartimento di affari dell'azienda, lo scopo era di mostrare "cosa succederebbe, se la Zappos vendesse solo scarpe".
In realtà, i modelli per questi scatti non erano realmente in stato di nudità, in quanto indossavano dei costumi da bagno che erano stati coperti dalle strisce di censura o cancellati digitalmente. Ciononostante, l'accoglienza da parte del pubblico fu molto negativa e venne criticato il fatto che le primissime foto rilasciate ritraessero solo personaggi femminili. Ciò portò all'interruzione della campagna e l'agenzia pubblicitaria Mullen, che l'aveva realizzata, dovette scusarsi con il pubblico.
Inoltre, la fotografa franco-americana Erica Simone fece notare come queste pubblicità fossero molto simili alla sua serie di fotografie di nudo artistico, intitolata Nue York (gioco di parole tra nue, "nuda" in francese, e New York), nella quale si era ritratta mentre passeggiava tra le strade novaiorchesi senza veli. Ella stessa disse che il problema del diritto di copia "è significativo" e che "sarebbe potuta derivarne un'azione legale". L'agenzia Mullen rispose che si trattava solo di una coincidenza.

### Cyberattacco del 2012
Il 16 gennaio 2012, la Zappos annunciò che i suoi sistemi informatici erano stati violati, compromettendo le informazioni di 24 milioni di clienti. In risposta, l'azienda chiese a tutti i suoi clienti di cambiare le loro parole d'accesso al sito. Questo incidente ha portato a un'azione collettiva alla corte del distretto del Nevada, con i querelanti che affermavano che la Zappos non proteggeva adeguatamente i loro dati personali. Dopo che il caso venne inizialmente respinto, l'appello dei querelanti venne accorto dalla corte d'appello del Nono Circuito. La Zappos decise di rivolgersi alla corte suprema, ma alla fine ciò non avvenne. Il sentenzioso era ancora irrisolto nel 2019.